# پیراهوکسوزوآ
پیراهوکسوزوآ (به لاتین: ParaHoxozoa) (یا Parahoxozoa) تبارشاخه‌ای از جانوران است که از دوسوئیان، تخت‌زیوه‌تباران و گزنده‌تباران تشکیل شده‌است. رابطه این کلاد نسبت به دو دودمان جانوری دیگر شانه‌دارتباران و اشفنج دریایی مورد بحث است. برخی از مطالعات فیلوژنومیک شواهدی ارائه کرده‌اند که از شانه‌دارتباران به عنوان گروه خواهری پاراهوکسوزوآ و پوریفرا به عنوان گروه خواهری برای بقیه جانوران حمایت می‌کند (به عنوان مثال). برخی از مطالعات شواهدی را ارائه کرده‌اند که از پوریفرا به عنوان خواهر پاراهوکسوزوآ و شانه‌دارتباران به عنوان گروه خواهری برای بقیه جانوران حمایت می‌کند (به عنوان مثال).